# Rosa Andrade
Rosa Andrade Ocagane (circa 1949, Perú - Nueva Esperanza, noviembre de 2016) fue una sabia indígena de la región amazónica, al nororiente del Perú. Conocida por ser una de las dos últimas personas hablantes de resígaro, una de las 43 lenguas identificadas en la Amazonía peruana y una de las últimas en conocer el ocaina, otra lengua nativa de la Amazonía.

## Hablante de lenguas de la Amazonía
Andrade y su hermano fueron identificados por el antropólogo Antonio Chirif como los dos últimos hablantes de resígaro, Chrif afirmó:
“Doña Rosa y su hermano Pablo, así como otros familiares que viven en la comunidad, recibieron el apellido Andrade de un patrón, ya que en el sistema de identificación de los indígenas no existen los apellidos. Como apellido materno ha quedado el nombre de su madre. Su padre era ocaina y su madre resígaro, otro de los pueblos indígenas víctimas de la crueldad de los caucheros, hoy en extinción”.
Rosa había realizado un enorme aporte en el registro de estas lenguas habiéndose ofrecido como voluntaria para enseñar canciones e historias a niños en su comunidad. Un mes antes de su asesinato el Ministerio de Cultura de Perú había iniciado un proyecto para el registro de su lengua, el trabajo se llevaría a cabo con Rosa y su hermano, el proyecto consistía en la actualización de registro de la lengua resígaro realizado en 1950.
Rosa pertenecía a grupos de comunidades habitantes de la Amazonía que fueron víctimas de migración forzosa por la ocupación de sus territorios durante la fiebre del caucho que supuso genocidios y maltrato aplicado a los indígenas, su comunidad fue víctima de la propagación de epidemias y los conflictos fronterizos surgidos durante la primera mitad del siglo XX.
El resígaro, una de las lenguas hablada por Rosa pertenecía al tronco lingüístico del arawak y se preservan diferentes grabaciones realizadas por Rosa así como una gramática elaborada en la década de 1980.

## Asesinato
En noviembre de 2016, a sus 67 años, fue asesinada en circunstancias no esclarecidas por las investigaciones, el cuerpo de Andrade fue encontrado sin corazón y sin cabeza y su familia afirmó que podría haberse tratado de un asesinato por encargo.